# 奈良シティエフエムコミュニケーションズ
株式会社奈良シティエフエムコミュニケーションズ（ならシティエフエムコミュニケーションズ）は、奈良県奈良市の一部地域を放送区域として超短波放送（FM放送）をする特定地上基幹放送事業者である。ならどっとFM（Nara.FM）の愛称でコミュニティ放送をしている。

## 概要
2000年（平成12年）開局。奈良県ではFMハイホーに次ぐ2局目のコミュニティ放送局。奈良県には県域放送の民放ラジオ局が無く、NHK以外で奈良市に所在する唯一のラジオ局である。
自社制作番組が多く、ミュージックバード等の再配信はしていない。また、奈良市・大和郡山市の行政情報を放送する。
2012年（平成24年）5月1日、JCBAインターネットサイマルラジオに参加し、インターネットでの聴取が可能となった。
2015年（平成27年）3月まで使用されたスタジオは、伝統的町並みが残るならまち地区にあり、その中の町屋を整備した奈良オリエント館内にあった。スタジオは館内の和風喫茶店に面しており、喫食しながら放送の様子を見ることができた。4月からは、もちいどのセンター街の中にスタジオ、その2階に事務所を移転し、商店街を行きかう人からよく見える、大きなガラス張りのスタジオから生放送をしている。

## スタジオ
- 奈良市餅飯殿町5　奈良もちいどのビル1階 もちいど通り（2014年5月24日 - ）

過去
- 奈良市西新屋町43「奈良オリエント館」内（開局 - 2015年3月）
- 奈良市春日野町16「夢風ひろば」内（2012年頃 - 2014年前半「784wave」の前半で使用）
- 平城遷都1300年際期間中、同箇所から「784wave」を放送した。

## 主な番組
2024年10月 -
- ランデヴ DE なら（月 20:30 - 21:00）
- ミュージックDo!（月 21:00 - 22:00）
- ラジオ大好き Liten to the radio!（月 22:30 - 23:00）
- 高井俊彦のなら‘モノRADIO（火 19:00 - 20:00）
- ROCK★PANIC（火 22:00 - 23:00）
- Now Loading（木 22:00 - 23:00）
- WAKE UP NARA（月 - 金 8:00 - 10:30）
- ひるなら784（月 - 金　11:00 - 14:00）
- 784WAVE（月 - 金 16:00 - 19:00）
- ひるラジ!フライデー（金　11:00 - 12:30）
- 十手の走れゴンタくれ!!（金 13:00 - 15:00）
- とんでもフライデー!!（金 16:00 - 18:40）
- 徳丸新作の奈良町チャンプル（金 22:00 - 23:00）
- ひるラジ!サタデー（土 12:00 - 13:00）
- Oh!えん歌（土 13:00 - 14:45）
- イキイキ元気ing（第1・3・5週　土　15:00 - 16:30）
- 気楽にどうぞ乾龍介です。（第2・4週　土 15:00 - 16:30）
- コスプレイヤーが神社・お寺歴史などについて語ってみた件（日 17:00 - 17:30）
- ひるラジ!サンデー（日 12:00 - 13:00）
- 安田善きこのちなみに今日は日曜日（日 13:00 - 15:00）
- LI-on スタジオ（日 15:00 - 17:00）

## 再送信
以下のケーブルテレビ局で再送信されている。
- 奈良県
  - 近鉄ケーブルネットワーク
  - こまどりケーブル
- 大阪府
  - 近鉄ケーブルネットワーク（四條畷市の一部地域）